# Aloeides mars
Aloeides mars är en fjärilsart som beskrevs av Henry Trimen 1862. Aloeides mars ingår i släktet Aloeides och familjen juvelvingar. Inga underarter finns listade i Catalogue of Life.